# Pierre Dolley
Pour les articles homonymes, voir Dolley.
Pierre Armand Dolley, né à Pauillac le 28 janvier 1877 et mort à Paris le 29 août 1955, est un peintre et directeur de la photographie français.

## Biographie
Élève de Fernand Cormon et de Jean-Paul Laurens, membre du Salon des Tuileries, il expose à la Rétrospective du Salon des indépendants de 1926 les toiles Le Jardin, Les Chaumières, Le Port, Paysage et Nature morte et aux Indépendants de 1927 une esquisse nommée La Danse. 
En 1977, le Musée de Toulon a présenté une rétrospective de 80 œuvres de Pierre Dolley pour le centenaire de sa naissance.